# Lanosterin-Synthase
Die Lanosterin-Synthase ist ein Enzym aus der Gruppe der Oxidosqualen-Cyclasen, das in Eukaryoten die Cyclisierung von Squalenepoxid zu Lanosterin katalysiert. Diese Reaktion ist Teil der Cholesterinbiosynthese in Tieren und in Pflanzen, wobei diese Squalenepoxid hauptsächlich zu Cycloartenol umsetzen. Die Lanosterin-Synthase ist in der Membran des endoplasmatischen Retikulum lokalisiert.
Die Cycloartenol-Synthase in Pflanzen und die Hopensynthase in manchen Bakterien sind Homologe der Lanosterin-Synthase, die mit ihr evolutionsbiologisch verwandt sind.
Die Expression der Lanosterin-Synthase wird durch die Konzentration von HDAC3 im Nukleus reguliert.

## Katalysierte Reaktion
⇒ 
(S)-Squalen-2,3-epoxid wird zu Lanosterin cyclisiert.